# Charlie Tanfield
Charlie Tanfield (ur. 17 listopada 1996 w Great Ayton) – brytyjski kolarz torowy i szosowy, złoty medalista torowych mistrzostw świata.

## Kariera
Największe sukcesy w karierze osiągnął w 2018 roku, kiedy zdobył trzy medale. Najpierw wspólnie z Edwardem Clancym, Kianem Emadim i Ethanem Hayterem zdobył złoty medal w drużynowym wyścigu na dochodzenie podczas mistrzostw świata w Apeldoorn. Ponadto w tym samym roku zdobył złoty medal indywidualnie i srebrny drużynowo na igrzyskach Wspólnoty Narodów w Gold Coast.